# Capolona
Capolona es una localidad italiana de la provincia de Arezzo , región de Toscana, con 5.368 habitantes.

Ubicación de la ciudad de Capolona dentro de la provincia de Arezzo.

## Evolución demográfica
| Gráfica de evolución demográfica de Capolona entre 1861 y 2001 |
|                                                                |
| Fuente ISTAT - Elaboración gráfica por parte de Wikipedia      |